# Урош II (великий жупан)
Урош II Приміслав (*Урош II Примислав, д/н — після 1162) — великий жупан (великий князь) Рашки (Сербії) у 1145—1150 та 1155—1162 роках.

## Життєпис
Походив з династії Вукановичів. Старший син Уроша I, великого жупана, та Анни Діогени.
Урош Приміслав успадкував сербський трон після смерті батька 1145 року. Мав підтримку з боку брата Белоша, палатина Угорщини і бана Славонії, який разом із сестрою Оленою був фактичним правителем королівства Угорщини з 1141 року. Невдовзі вступив в антивізантійський союз з Сицилією та Угорщиною. У 1148 році відправив війська на чолі із братом Десою, який повалив династію Воїславичів, князів Дукли, й вірних васалів візантійської імперії.
У 1149 році Урош I Приміслав виступив проти Візантії, але не отримав обіцяної допомоги від союзників. Візантійці захопили Рас і мало не полонили великого жупана. У 1150 році Урош Приміслав нарешті отримав в допомогу угорський загін, але був розбитий візантійцями на річці Тара. Після цього Урош Пріміслав був змушений укласти мир, присягнув на вірність імператору Мануїлу I і зобов'язався надалі надавати Візантії загін вояків на випадок війни. Таку ж присягу склав Деса і був проголошений співволодарем Уроша I.
1151 року великий жупан не зміг чинити спротив візантійським військам, яку рушили проти Угорщини. В 1153 році Уроша I Приміслава було повалено братом Десою, але 1155 року імператор Мануїл I повернув тому трон. У 1162 році Мануїл I знову змістив Уроша Приміслава, призначивши на його місце брата Белошу. Подальша доля Уроша невідома.